# Tovačov
Tovačov es una localidad del distrito de Přerov en la región de Olomouc, República Checa, con una población estimada a principio del año 2018 de 2475 habitantes. 
Se encuentra ubicada en el sur de la región, a poca distancia de la orilla del río Morava —un afluente izquierdo del Danubio— y de la frontera con las regiones de Olomouc y Zlín.

## Ubicación e historia
La ciudad de Tovačov con el castillo del mismo nombre se encuentra en el curso medio del río Morava a una altitud de 200 m, en el corazón de la fértil y llana Haná. Es el centro de una plaza imaginaria, cuyos vértices estarían formados por la ciudad regional de Olomouc en el norte, la ciudad de Přerov en el este, la ciudad de Kroměříž en el sur y la ciudad de Prostějov en el oeste. Gracias a esta importante ubicación estratégica, poco después de su fundación, la ciudad se convirtió en una importante encrucijada de rutas comerciales, conectada a la confluencia de los ríos Morava y Bečva, que se unen al sureste de la ciudad.
La plaza fue fundada en 1475 (pero la primera mención escrita del pueblo data de 1203) siendo una de las más antiguas de Moravia. El ayuntamiento. con un portal renacentista en el pasaje es uno de los monumentos históricos más valiosos, junto con una fuente de 1694 y una estatua de San Wenceslao de 1872.
La característica dominante de la ciudad es la llamada torre Spanilá de 96 m de altura del castillo local. Fue terminada en 1492. El portal de entrada de la torre se completó en el mismo año y es el monumento renacentista más antiguo al norte de los Alpes. El castillo de Tovačov en sí data de la segunda mitad del siglo XI. Luego sirvió como refugio para los cazadores y más tarde se convirtió en una fortaleza de agua protegida. El castillo alcanzó su mayor prosperidad durante el siglo XV, cuando la finca local era propiedad del gobernador provincial de Moravia, Ctibor Tovačovský, de Cimburk.
El 15 de julio de 1866, 571 soldados de los ejércitos austriacos y prusianos murieron en la batalla de Tovačov. En 1872, 20 casas fueron destruidas en un gran incendio. En los años 1895–1981, funcionó el transporte ferroviario entre Tovačov y Kojetín. Actualmente, hay paseos nostálgicos ocasionales.